# Yahya al-Mu'tasim
Abū Zakarīyyā' al-Muʿtaṣim Yaḥyā ibn al-Nāṣir, (in arabo أبو زكرياء المعتصم يحي بن الناصر‎?) (... – 1236), è stato un califfo berbero almohade che regnò dal 1227 al 1229.

## Biografia
Era figlio del califfo almohade Muhammad al-Nasir. Dopo la morte di ʿAbd Allāh al-ʿĀdil, fu nominato califfo almohade dagli sceicchi di Marrakesh, ma due anni dopo venne sfidato da un altro pretendente, Abū l-ʿAlā Idrīs al-Maʾmūn, che con l'ausilio di 12.000 cavalieri castigliani inviatigli da Ferdinando III di Castiglia riuscì a conquistare Marrakesh. 
Alla morte di Idrīs nel 1232, Yaḥyā venne nominato di nuovo califfo almohade, ma di fatto controllava la sola città di Marrakesh, mentre nella Spagna islamica, nel Maghreb centrale e in Ifriqiya alcune dinastie locali  avevano preso il sopravvento, rendendosi indipendenti. Oltre a ciò dovette affrontare un altro pretendente al trono almohade, ʿAbd al-Wāḥid, figlio di Idrīs. Riuscì comunque a mantenere Marrakesh fino alla data della sua morte, nel 1236, quando gli succedette ʿAbd al-Wāḥid II.